# Samsung Galaxy A25 5G
Samsung Galaxy A25 5G là một chiếc điện thoại thông minh dựa trên Android được thiết kế, phát triển và tiếp thị bởi Samsung Electronics, chiếc máy này là một phần của dòng Galaxy A. Được công bố vào ngày 11 tháng 12 năm 2023.